# Papás por conveniencia
Papás por conveniencia è una telenovela messicana prodotta da Rosy Ocampo per Televisa e trasmessa su Las Estrellas dal 21 ottobre 2024.

## Trama
Tino Guevara sta attraversando un periodo difficile, lottando con la disoccupazione, debiti crescenti e la responsabilità a tempo pieno di prendersi cura della madre e dei due figli. Incontra Guzmán Muriel, ora dirigente di successo di Aidé Mosqueda, proprietario di un'importante società di vendita online, entrambi ex compagni di scuola superiore di Tino. Tino viene invitato a una riunione scolastica e, per evitare di sentirsi messo in ombra dai successi dei suoi ex compagni di classe, li convince che soddisfa tutti i criteri per un adulto di successo.
Tuttavia, la sorpresa più grande arriva quando Aidé, l'ex nerd timido che è stato vittima di bullismo, rivela che Tino è il padre dei suoi gemelli adolescenti ribelli, il risultato della notte che hanno trascorso insieme dopo la festa di laurea. Nonostante la sua incredulità, Tino vede questa come un'opportunità per risolvere i suoi problemi finanziari a casa e si assume la nuova responsabilità genitoriale lavorando nell'azienda di Aidé. Quando Tino e la sua famiglia vanno a vivere con Aidé nel tentativo di integrarsi nella loro nuova vita, la casa diventa un campo di battaglia poiché i loro figli hanno difficoltà ad adattarsi e, a peggiorare le cose, inizia a svilupparsi una torrida storia d'amore tra Tino e Aidé, che all'inizio avevano accettato solo di fungere da co-genitori.
Grazie alla stessa riunione scolastica, anche gli amici che condividono un passato con Tino e Aidé finiscono per lavorare nella sua compagnia. Sono: Clara Luz, una talentuosa musicista che lavora come guardia di sicurezza ai concerti, Rudolf: un'ex star bambina che ora canta il suo unico successo in un bar; e Chano e Lichita, fidanzatini del liceo rimasti incinti al liceo e ora con tre figli; nonostante le loro discussioni quotidiane, vogliono raggiungere gli obiettivi che erano rimasti in secondo piano quando hanno avuto il loro primo figlio.
Proprio quando Tino inizia a trovare il suo equilibrio, compaiono due ostacoli: Facundo, l'ex marito di Aidé, che cerca di riconquistare la vita lussuosa persa dopo il divorzio, e Guzmán stesso, che, dietro una facciata amichevole, progetta di truffare Aidé. Tino scopre le intenzioni di Guzmán, ma viene intrappolato nel ricatto quando Guzmán minaccia di rivelare la verità sulla vita di Tino ad Aidé. Tino si trova di fronte alla scelta di tacere e permettere a Guzmán di continuare con i suoi piani o rivelare la verità ma mettere a rischio la sua famiglia appena ricostituita.

## Personaggi
- Aidé Mosqueda, interpretata da Ariadne Díaz[4]
- Tino Guevara, interpretato da José Ron[4]
- Guzmán Muriel, interpretato da Ferdinando Valencia[4]
- Federica, interpretata da África Zavala[4]
- Clara Luz Monroy, interpretata da Daniela Luján[4]
- Rudolf, interpretato da Martín Ricca[4]
- Alicia "Lichita" Chagoyan, interpretata da María Chacón[4]
- Chano Chamorro, interpretato da Miguel Martínez[4]
- Dámaso Rivera, interpretato da Horacio Pancheri[4]
- Facundo, interpretato da Lambda García[4]
- Silvana del Valle, interpretata da Sherlyn González[4]
- Felipe, interpretato da Imanol Landeta[4][5]
- Bertha, interpretata da Leticia Perdigón[4]
- Jason, interpretato Ernesto Laguardia[4]
- Pura, interpretata da Cecilia Gabriela[4]
- Paulina, interpretata da Adriana Fonseca[4][6]
- Sofía "Chofis" Chamorro Chagoyán, interpretata da María Perroni Garza[4]
- Sergio "Checo" Chamorro Chagoyán, interpretato da Joaquín Bondoni[4]
- El Calacas, interpretato da Jonathan Becerra[4]
- Circe Guevara Mosqueda, interpretata da Victoria Viera[4]
- Ulises Guevara Mosqueda, interpretato da Emilio Beltrán[4]
- Scarlet Topete Mosqueda, interpretata da Camila Núñez
- Lila Guevara, interpretata da Tania Nicole[4]
- Emiliano Guevara, interpretato da Juan Pablo Velasco[4]
- Pipe, interpretato da Constantino Alonso[4]
- Jesús "Chuchito" Chamorro Chagoyán, interpretato da Mateo Saavedra[4]
- ???, interpretata da Sandra Sánchez Cantú[4]
- Augusto, interpretato da Lalo Zayas
- Igor, interpretato da José Remis[4]
- ???, interpretato da Simone Mateos[4]
- ???, interpretata da Ximena Tello[4]
- ???, interpretata da Natalia Álvarez[4]
- ???, interpretato da Iván Caraza[4]
- ???, interpretato da Lukas Urkijo[4]

## Puntate
| Stagione       | Puntate | Prima TV Messico |
| -------------- | ------- | ---------------- |
| Prima stagione | 82      | 2024-2025        |

## Colonna sonora
1. Digas lo que digas – Jesse & Joy (tema principale)[7]
2. Locos de amor – Daniela Luján e Martín Ricca
3. Canción de Martín – Martín Ricca
4. Es tiempo de amar – Daniela Luján
5. Dame una seña – Ariadne Díaz
6. Ese beso – María Chacón
7. Tu rey León – Miguel Martínez
8. Más que amistad – María Chacón e Miguel Martínez
9. Medley Nueva Pandilla: La fuerza de la amistad / Alcanzar la libertad – Joaquín Bondoni, María Perroni, Emilio Beltrán, Victoria Viera, Camila Núñez, Juan Pablo Velasco e Tania Nicole
10. El baile del sapito – Martín Ricca
11. De nuevo el amor – Ariadne Díaz e José Ron
12. Medley Koktel: Alegrijes y rebujos / Guerra de los sexos / Aventuras en el tiempo / Cómplices al rescate / Amigos x siempre / Vamos juntos / Misión S.O.S. / Te invito a volar / Perdóname / Superstar / El diario De Daniela – Koktel Band